# Sheri-Ann Brooks
Sheri-Ann Brooks (Kingston, 11 febbraio 1983) è una velocista giamaicana.

## Palmarès
| Anno | Manifestazione          | Sede           | Evento      | Risultato  | Prestazione | Note             |
| ---- | ----------------------- | -------------- | ----------- | ---------- | ----------- | ---------------- |
| 2006 | Giochi del Commonwealth | Melbourne      | 100 m piani | Oro        | 11"19       |                  |
| 2006 | Giochi del Commonwealth | Melbourne      | 200 m piani | 5ª         | 23"07       |                  |
| 2006 | Giochi del Commonwealth | Melbourne      | 4×100 m     | Oro        | 43"10       |                  |
| 2007 | Giochi panamericani     | Rio de Janeiro | 200 m piani | Argento    | 43"58       |                  |
| 2007 | Giochi panamericani     | Rio de Janeiro | 4×100 m     | Oro        | 22"86       |                  |
| 2007 | Mondiali                | Osaka          | 100 m piani | Semifinale | 11"21       |                  |
| 2007 | Mondiali                | Osaka          | 4×100 m     | Argento    | 42"01       |                  |
| 2008 | Giochi olimpici         | Pechino        | 4×100 m     | Finale     | dq          |                  |
| 2010 | Mondiali indoor         | Doha           | 60 m piani  | 4ª         | 7"14        |                  |
| 2013 | Campionati CAC          | Morelia        | 100 m piani | Oro        | 11"21       |                  |
| 2013 | Campionati CAC          | Morelia        | 4×100 m     | Oro        | 43"58       |                  |
| 2013 | Mondiali                | Mosca          | 100 m piani | Semifinale | 11"40       |                  |
| 2013 | Mondiali                | Mosca          | 4×100 m     | Oro        | 41"29       |                  |
| 2014 | World Relays            | Nassau         | 4×200 m     | Bronzo     | 1'30"04     | Record nazionale |